# Hilda al-Hinai
Hilda al-Hinai (en árabe: هيلدا الهنائي) es una diplomática y economista omaní, directora de la delegación del Sultanato de Omán ante la Organización Mundial del Comercio (OMC). Ha sido franca sobre el rol de los países árabes dentro de la OMC y la falta de influencia que todos los estados árabes, aparte de Arabia Saudita, tienen dentro de ella. Fue presidenta del grupo de trabajo que permitió la entrada de Seychelles en la OMC. Durante las negociaciones fue elogiada por trabajar por los intereses de Seychelles, en lugar de dar prioridad a los propios de la OMC. Anteriormente ocupó el cargo de Representante Permanente Adjunta ante la Misión Permanente del Sultanato de Omán ante las Naciones Unidas.
Al-Hinai ha hablado abiertamente sobre la discriminación que ha recibido en su rol, debido a su religión y género. Es Miembro Honorario del Círculo Diplomático de Ginebra.